# Északisí-világbajnokságok érmeseinek listája (sífutás, férfiak)

A sífutó világbajnokságot az északisí-világbajnokságok keretében rendezik meg 1925-től. Az északi sí a télisportok közé tartozó összefoglaló sportkategória, a sífutást, a síugrást és az északi összetett sportágakat tartalmazza. Az első világbajnokságok műsorán még csak a férfi sífutás szerepelt, a nők 1954-ben kapcsolódtak be a küzdelmekbe.

## Sprint egyéni
2001-ben, 2003-ban és 2011-ben 1,5 km szabadstílusú síelés, 2005-ben 1,2 km klasszikus stílus, 2007-ben és 2015-ben 1,4 km klasszikus stílus, 2009-ben szabad stílus, 2013-ban 1,5 km klasszikus stílus, 2017-ben 1,6 km szabad stílus.

| Év, helyszín        | Világbajnok         | Világbajnok | Ezüstérmes        | Ezüstérmes  | Bronzérmes             | Bronzérmes  |
| 2001 Lahti          | Tor Arne Hetland    | Norvégia    | Cristian Zorzi    | Olaszország | Håvard Solbakken       | Norvégia    |
| 2003 Lago di Tesero | Thobias Fredriksson | Svédország  | Håvard Bjerkeli   | Norvégia    | Tor Arne Hetland       | Norvégia    |
| 2005 Oberstdorf     | Vaszilij Rocsev     | Oroszország | Tor Arne Hetland  | Norvégia    | Thobias Fredriksson    | Svédország  |
| 2007 Szapporo       | Jens Arne Svartedal | Norvégia    | Mats Larsson      | Svédország  | Eldar Rønning          | Norvégia    |
| 2009 Liberec        | Ola Vigen Hattestad | Norvégia    | Johan Kjølstad    | Norvégia    | Nyikolaj Monilov       | Oroszország |
| 2011 Oslo           | Marcus Hellner      | Svédország  | Petter Northug    | Norvégia    | Emil Jönsson           | Svédország  |
| 2013 Val di Fiemme  | Nyikita Krjukov     | Oroszország | Petter Northug    | Norvégia    | Alex Harvey            | Kanada      |
| 2015 Falun          | Petter Northug      | Norvégia    | Alex Harvey       | Kanada      | Ola Vigen Hattestad    | Norvégia    |
| 2017 Lahti          | Federico Pellegrino | Olaszország | Szergej Usztyugov | Oroszország | Johannes Høsflot Klæbo | Norvégia    |
| 2019 Seefeld        |                     |             |                   |             |                        |             |

## Sprint csapat
2005: 6×1,2 km, 2007-től 6×1,4 km szabadstílusú síelés, 2017: 6×1,3 km klasszikus stílus.

| Év, helyszín       | Világbajnok                         | Világbajnok | Ezüstérmes                           | Ezüstérmes  | Bronzérmes                               | Bronzérmes  |
| 2005 Oberstdorf    | Tore Ruud Hofstad, Tor Arne Hetland | Norvégia    | Jens Filbrich, Axel Teichmann        | Németország | Dušan Kožíšek, Martin Koukal             | Csehország  |
| 2007 Szapporo      | Renato Pasini, Cristian Zorzi       | Olaszország | Nyikolaj Morilov, Vaszilij Rocsev    | Oroszország | Milan Šperl, Dušan Kožíšek               | Csehország  |
| 2009 Liberec       | Ola Vigen Hattestad, Johan Kjølstad | Norvégia    | Axel Teichmann, Tobias Angerer       | Németország | Sami Jauhojärvi, Ville Nousiainen        | Finnország  |
| 2011 Oslo          | Devon Kershaw, Alex Harvey          | Kanada      | Petter Northug, Ola Vigen Hattestad  | Norvégia    | Alekszandr Panzsinszkij, Nyikita Krjukov | Oroszország |
| 2013 Val di Fiemme | Alekszej Petjuhov, Nyikita Krjukov  | Oroszország | Marcus Hellner, Emil Jönsson         | Svédország  | Nyikolaj Csebotko, Alekszej Poltoranyin  | Kazahsztán  |
| 2015 Falun         | Finn Hågen Krogh, Petter Northug    | Norvégia    | Alekszej Petjuhov, Nyikita Krjukov   | Oroszország | Dietmar Nöckler, Federico Pellegrino     | Olaszország |
| 2017 Lahti         | Nyikita Krjukov, Szergej Usztyugov  | Oroszország | Dietmar Nöckler, Federico Pellegrino | Olaszország | Sami Jauhojärvi, Iivo Niskanen           | Finnország  |
| 2019 Seefeld       |                                     |             |                                      |             |                                          |             |

## 10 kilométer
| Év, helyszín        | Világbajnok        | Világbajnok | Ezüstérmes          | Ezüstérmes  | Bronzérmes          | Bronzérmes |
| 1991 Lago di Tesero | Terje Langli       | Norvégia    | Christer Majbäck    | Svédország  | Torgny Mogren       | Svédország |
| 1993 Falun          | Sture Sivertsen    | Norvégia    | Vlagyimir Szmirnov  | Kazahsztán  | Vegard Ulvang       | Norvégia   |
| 1995 Thunder Bay    | Vlagyimir Szmirnov | Kazahsztán  | Bjørn Dæhlie        | Norvégia    | Mika Myllylä        | Finnország |
| 1997 Trondheim      | Bjørn Dæhlie       | Norvégia    | Alekszej Prokurorov | Oroszország | Mika Myllylä        | Finnország |
| 1999 Ramsau         | Mika Myllylä       | Finnország  | Alois Stadlober     | Ausztria    | Odd-Bjørn Hjelmeset | Norvégia   |

## 15 kilométer
Klasszikus stílusú verseny volt 1954-től 1987-ig, 2001-ben, 2003-ban, illetve 2009-től. Szabadstílusú verseny volt 1991-ben, 2005-ben és 2007-ben. 1989-ben két versenyt, egy klasszikus és egy szabad stílusút rendeztek.

| Év, helyszín                                | Világbajnok                  | Világbajnok             | Ezüstérmes                            | Ezüstérmes            | Bronzérmes                | Bronzérmes            |
| 1954 Falun                                  | Veikko Hakulinen             | Finnország              | Arvo Viitanen                         | Finnország            | August Kiuru              | Finnország            |
| 1958 Lahti                                  | Veikko Hakulinen             | Finnország              | Pavel Kolcsin                         | Szovjetunió           | Anatolij Seljuhin         | Szovjetunió           |
| 1962 Zakopane                               | Assar Rönnlund               | Svédország              | Harald Grønningen                     | Norvégia              | Einar Østby               | Norvégia              |
| 1966 Oslo                                   | Gjermund Eggen               | Norvégia                | Ole Ellefsæter                        | Norvégia              | Odd Martinsen             | Norvégia              |
| 1970 Vysoké Tatry                           | Lars-Göran Åslund            | Svédország              | Odd Martinsen                         | Norvégia              | Fjodor Szimasev           | Szovjetunió           |
| 1974 Falun                                  | Magne Myrmo                  | Norvégia                | Gerhard Grimmer                       | NDK                   | Vaszilij Rocsev           | Szovjetunió           |
| 1978 Lahti                                  | Józef Łuszczek               | Lengyelország           | Jevgenyij Beljajev                    | Szovjetunió           | Juha Mieto                | Finnország            |
| 1982 Oslo                                   | Oddvar Brå                   | Norvégia                | Alekszandr Zavjalov                   | Szovjetunió           | Harri Kirvesniemi         | Finnország            |
| 1985 Seefeld                                | Kari Härkönen                | Finnország              | Thomas Wassberg                       | Svédország            | Maurilio de Zolt          | Olaszország           |
| 1987 Oberstdorf                             | Marco Albarello              | Olaszország             | Thomas Wassberg                       | Svédország            | Mihail Gyevjatyarov       | Szovjetunió           |
| 1989 Lahti (klasszikus) 1989 Lahti (szabad) | Harri Kirvesniemi Gunde Svan | Finnország · Svédország | Pål Gunnar Mikkelsplass Torgny Mogren | Norvégia · Svédország | Vegard Ulvang Lars Håland | Norvégia · Svédország |
| 1991 Lago di Tesero                         | Bjørn Dæhlie                 | Norvégia                | Gunde Svan                            | Svédország            | Vlagyimir Szmirnov        | Szovjetunió           |
| 2001 Lahti                                  | Per Elofsson                 | Svédország              | Mathias Fredriksson                   | Svédország            | Odd-Bjørn Hjelmeset       | Norvégia              |
| 2003 Lago di Tesero                         | Thobias Fredriksson          | Svédország              | Håvard Bjerkeli                       | Norvégia              | Tor Arne Hetland          | Norvégia              |
| 2005 Oberstdorf                             | Pietro Piller Cottrer        | Olaszország             | Fulvio Valbusa                        | Olaszország           | Tore Ruud Hofstad         | Norvégia              |
| 2007 Szapporo                               | Lars Berger                  | Norvégia                | Leanyid Karnejenka                    | Fehéroroszország      | Tobias Angerer            | Németország           |
| 2009 Liberec                                | Andrus Veerpalu              | Észtország              | Lukáš Bauer                           | Csehország            | Matti Heikkinen           | Finnország            |
| 2011 Oslo                                   | Matti Heikkinen              | Finnország              | Eldar Rønning                         | Norvégia              | Martin Johnsrud Sundby    | Norvégia              |
| 2013 Val di Fiemme                          | Petter Northug               | Norvégia                | Johan Olsson                          | Svédország            | Tord Asle Gjerdalen       | Norvégia              |
| 2015 Falun                                  | Johan Olsson                 | Svédország              | Maurice Manificat                     | Franciaország         | Anders Gløersen           | Norvégia              |
| 2017 Lahti                                  | Iivo Niskanen                | Finnország              | Martin Johnsrud Sundby                | Norvégia              | Niklas Dyrhaug            | Norvégia              |
| 2019 Seefeld                                |                              |                         |                                       |                       |                           |                       |

## 15+15 (10+10, 10+15) kilométer („síatlon”)
2001-ben és 2003-ban 10+10 km-t, 1993 és 1999 között 10+15 km-t futottak, azóta 15+15 km a versenytáv. Az első távot klasszikus, a másodikat szabad stílusban teljesítik. A két szakasz között lehetőség van léc- és botcserére.

| Év, helyszín        | Világbajnok          | Világbajnok   | Ezüstérmes             | Ezüstérmes    | Bronzérmes            | Bronzérmes  |
| 1993 Falun          | Bjørn Dæhlie         | Norvégia      | Vlagyimir Szmirnov     | Szovjetunió   | Silvio Fauner         | Olaszország |
| 1995 Thunder Bay    | Vlagyimir Szmirnov   | Kazahsztán    | Silvio Fauner          | Olaszország   | Jari Isometsä         | Finnország  |
| 1997 Trondheim      | Bjørn Dæhlie         | Norvégia      | Mika Myllylä           | Finnország    | Alekszej Prokurorov   | Oroszország |
| 1999 Ramsau         | Thomas Alsgård       | Norvégia      | Mika Myllylä           | Finnország    | Fulvio Valbusa        | Olaszország |
| 2001 Lahti          | Per Elofsson         | Svédország    | Johann Mühlegg         | Spanyolország | Vitalij Gyenyiszov    | Oroszország |
| 2003 Lago di Tesero | Per Elofsson         | Svédország    | Tore Ruud Hofstad      | Norvégia      | Jörgen Brink          | Svédország  |
| 2005 Oberstdorf     | Vincent Vittoz       | Franciaország | Giorgio Di Centa       | Olaszország   | Frode Estil           | Norvégia    |
| 2007 Szapporo       | Axel Teichmann       | Németország   | Tobias Angerer         | Németország   | Pietro Piller Cottrer | Olaszország |
| 2009 Liberec        | Petter Northug       | Norvégia      | Anders Södergren       | Svédország    | Giorgio Di Centa      | Olaszország |
| 2011 Oslo           | Petter Northug       | Norvégia      | Makszim Vljegzsanyin   | Oroszország   | Ilja Csernuszov       | Oroszország |
| 2013 Val di Fiemme  | Dario Cologna        | Svájc         | Martin Johnsrud Sundby | Norvégia      | Sjur Røthe            | Norvégia    |
| 2015 Falun          | Makszim Vilegzsanyin | Oroszország   | Dario Cologna          | Svájc         | Alex Harvey           | Kanada      |
| 2017 Lahti          | Szergej Usztyugov    | Oroszország   | Martin Johnsrud Sundby | Norvégia      | Finn Hågen Krogh      | Norvégia    |
| 2019 Seefeld        |                      |               |                        |               |                       |             |

## 18 kilométer
1929-ben és 1930-ban 17 kilométert futottak.

| Év, helyszín           | Világbajnok          | Világbajnok   | Ezüstérmes        | Ezüstérmes    | Bronzérmes         | Bronzérmes    |
| 1925 Janské Lázne      | Otakar Německý       | Csehszlovákia | František Donth   | Csehszlovákia | Josef Erleback     | Csehszlovákia |
| 1927 Cortina d’Ampezzo | John Lindgren        | Svédország    | František Donth   | Csehszlovákia | Viktor Schneider   | Németország   |
| 1929 Zakopane          | Veli Saarinen        | Finnország    | Anselm Knuuttila  | Finnország    | Hjalmar Bergström  | Svédország    |
| 1930 Oslo              | Arne Rustadstuen     | Norvégia      | Trygve Brodahl    | Norvégia      | Tauno Lappalainen  | Finnország    |
| 1931 Oberhof           | Johan Grøttumsbråten | Norvégia      | Kristian Hovde    | Norvégia      | Nils Svärd         | Svédország    |
| 1933 Innsbruck         | Nils-Joel Englund    | Svédország    | Hjalmar Bergström | Svédország    | Väinö Liikkanen    | Finnország    |
| 1934 Sollefteå         | Sulo Nurmela         | Finnország    | Veli Saarinen     | Finnország    | Martti Lappalainen | Finnország    |
| 1935 Vysoké Tatry      | Klaes Karppinen      | Finnország    | Oddbjørn Hagen    | Norvégia      | Olaf Hoffsbakken   | Norvégia      |
| 1937 Chamonix          | Lars Bergendahl      | Norvégia      | Kalle Jalkanen    | Finnország    | Pekka Niemi        | Finnország    |
| 1938 Lahti             | Pauli Pitkänen       | Finnország    | Alfred Dahlqvist  | Svédország    | Kalle Jalkanen     | Finnország    |
| 1939 Zakopane          | Juho Kurikkala       | Finnország    | Klaes Karppinen   | Finnország    | Carl Pahlin        | Svédország    |
| 1950 Lake Placid       | Karl-Erik Åström     | Svédország    | Enar Josefsson    | Svédország    | Arnljot Nyaas      | Norvégia      |

## 30 km
| Év, helyszín        | Világbajnok           | Világbajnok | Ezüstérmes         | Ezüstérmes  | Bronzérmes          | Bronzérmes    |
| 1926 Lahti          | Matti Raivio          | Finnország  | Tauno Lappalainen  | Finnország  | Veli Saarinen       | Finnország    |
| 1954 Falun          | Vlagyimir Kuszin      | Szovjetunió | Veikko Hakulinen   | Finnország  | Martti Lautala      | Finnország    |
| 1958 Lahti          | Kalevi Hämäläinen     | Finnország  | Pavel Kolcsin      | Szovjetunió | Sixten Jernberg     | Svédország    |
| 1962 Zakopane       | Eero Mäntyranta       | Finnország  | Janne Stefansson   | Svédország  | Giulio de Florian   | Olaszország   |
| 1966 Oslo           | Eero Mäntyranta       | Finnország  | Kalevi Laurila     | Finnország  | Walter Demel        | NSZK          |
| 1970 Vysoké Tatry   | Vjacseszlav Vegyenyin | Szovjetunió | Gerhard Grimmer    | NDK         | Odd Martinsen       | Norvégia      |
| 1974 Falun          | Thomas Magnusson      | Svédország  | Juha Mieto         | Finnország  | Jan Staszel         | Lengyelország |
| 1978 Lahti          | Szergej Szaveljev     | Szovjetunió | Nyikolaj Zimjatov  | Szovjetunió | Józef Łuszczek      | Lengyelország |
| 1982 Oslo           | Thomas Eriksson       | Svédország  | Lars-Erik Eriksen  | Norvégia    | Bill Koch           | USA           |
| 1985 Seefeld        | Gunde Svan            | Svédország  | Ove Aunli          | Norvégia    | Harri Kirvesniemi   | Finnország    |
| 1987 Oberstdorf     | Thomas Wassberg       | Svédország  | Aki Karvonen       | Finnország  | Christer Majbäck    | Svédország    |
| 1989 Lahti          | Gunde Svan            | Svédország  | Torgny Mogren      | Svédország  | Lars Håland         | Svédország    |
| 1991 Lago di Tesero | Gunde Svan            | Svédország  | Vlagyimir Szmirnov | Szovjetunió | Vegard Ulvang       | Norvégia      |
| 1993 Falun          | Bjørn Dæhlie          | Norvégia    | Vegard Ulvang      | Norvégia    | Vlagyimir Szmirnov  | Kazahsztán    |
| 1995 Thunder Bay    | Vlagyimir Szmirnov    | Kazahsztán  | Bjørn Dæhlie       | Norvégia    | Alekszej Prokurorov | Oroszország   |
| 1997 Trondheim      | Alekszej Prokurorov   | Oroszország | Bjørn Dæhlie       | Norvégia    | Thomas Alsgaard     | Norvégia      |
| 1999 Ramsau         | Mika Myllylä          | Finnország  | Thomas Alsgaard    | Norvégia    | Bjørn Dæhlie        | Norvégia      |
| 2001 Lahti          | Andrus Veerpalu       | Észtország  | Frode Estil        | Norvégia    | Mihail Ivanov       | Oroszország   |
| 2003 Lago di Tesero | Thomas Alsgaard       | Norvégia    | Anders Aukland     | Norvégia    | Frode Estil         | Norvégia      |

## 50 kilométer
Klasszikus stílusú versenyt rendeztek 1925 és 1985 között, 1997-ben és 1999-ben, 2005-ben és 2007-ben klasszikus stílusú tömegrajtos verseny volt. Szabadstílusú verseny volt 1987 és 1995 között, valamint 2001-ben és 2003-ban.

| Év, helyszín           | Világbajnok         | Világbajnok   | Ezüstérmes            | Ezüstérmes    | Bronzérmes           | Bronzérmes    |
| 1925 Janské Lázne      | František Donth     | Csehszlovákia | František Häckel      | Csehszlovákia | Antonín Ettrich      | Csehszlovákia |
| 1926 Lahti             | Matti Raivio        | Finnország    | Tauno Lappalainen     | Finnország    | Olav Kjelbotn        | Norvégia      |
| 1927 Cortina d’Ampezzo | John Lindgren       | Svédország    | John Wikström         | Svédország    | František Donth      | Csehszlovákia |
| 1929 Zakopane          | Anselm Knuuttila    | Finnország    | Veli Saarinen         | Finnország    | Olle Hansson         | Svédország    |
| 1930 Oslo              | Sven Utterström     | Svédország    | Arne Rustadstuen      | Norvégia      | Adiel Paananen       | Finnország    |
| 1931 Oberhof           | Ole Stenen          | Norvégia      | Martin Peder Vangli   | Norvégia      | Karl Lindberg        | Svédország    |
| 1933 Innsbruck         | Veli Saarinen       | Finnország    | Sven Utterström       | Svédország    | Hjalmar Bergström    | Svédország    |
| 1934 Sollefteå         | Elis Wiklund        | Svédország    | Nils-Joel Englund     | Svédország    | Olli Remes           | Finnország    |
| 1935 Vysoké Tatry      | Nils-Joel Englund   | Svédország    | Klaes Karppinen       | Finnország    | Trygve Brodahl       | Norvégia      |
| 1937 Chamonix          | Pekka Niemi         | Finnország    | Klaes Karppinen       | Finnország    | Vincenzo Demetz      | Olaszország   |
| 1938 Lahti             | Kalle Jalkanen      | Finnország    | Alvar Rantalahti      | Finnország    | Lars Bergendahl      | Norvégia      |
| 1939 Zakopane          | Lars Bergendahl     | Norvégia      | Klaes Karppinen       | Finnország    | Oscar Gjøslien       | Norvégia      |
| 1950 Lake Placid       | Gunnar Eriksson     | Svédország    | Enar Josefsson        | Svédország    | Nils Karlsson        | Svédország    |
| 1954 Falun             | Vlagyimir Kuzin     | Szovjetunió   | Veikko Hakulinen      | Finnország    | Arvo Viitanen        | Finnország    |
| 1958 Lahti             | Sixten Jernberg     | Svédország    | Veikko Hakulinen      | Finnország    | Arvo Viitanen        | Finnország    |
| 1962 Zakopane          | Sixten Jernberg     | Svédország    | Assar Rönnlund        | Svédország    | Kalevi Hämäläinen    | Finnország    |
| 1966 Oslo              | Gjermund Eggen      | Norvégia      | Arto Tiainen          | Finnország    | Eero Mäntyranta      | Finnország    |
| 1970 Vysoké Tatry      | Kalevi Oikarainen   | Finnország    | Vjacseszlav Vegyenyin | Szovjetunió   | Gerhard Grimmer      | NDK           |
| 1974 Falun             | Gerhard Grimmer     | NDK           | Stanislav Henych      | Csehszlovákia | Thomas Magnusson     | Svédország    |
| 1978 Lahti             | Sven-Åke Lundbäck   | Svédország    | Jevgenyij Beljajev    | Szovjetunió   | Jean-Paul Pierrat    | Franciaország |
| 1982 Oslo              | Thomas Wassberg     | Svédország    | Jurij Burlakov        | Szovjetunió   | Lars-Erik Eriksen    | Norvégia      |
| 1985 Seefeld           | Gunde Svan          | Svédország    | Maurilio De Zolt      | Olaszország   | Ove Aunli            | Norvégia      |
| 1987 Oberstdorf        | Maurilio De Zolt    | Olaszország   | Thomas Wassberg       | Svédország    | Torgny Mogren        | Svédország    |
| 1989 Lahti             | Gunde Svan          | Svédország    | Torgny Mogren         | Svédország    | Alekszej Prokurorov  | Szovjetunió   |
| 1991 Lago di Tesero    | Torgny Mogren       | Svédország    | Gunde Svan            | Svédország    | Maurilio De Zolt     | Olaszország   |
| 1993 Falun             | Torgny Mogren       | Svédország    | Hervé Balland         | Franciaország | Bjørn Dæhlie         | Norvégia      |
| 1995 Thunder Bay       | Silvio Fauner       | Olaszország   | Bjørn Dæhlie          | Norvégia      | Vlagyimir Szmirnov   | Kazahsztán    |
| 1997 Trondheim         | Mika Myllylä        | Finnország    | Erling Jevne          | Norvégia      | Bjørn Dæhlie         | Norvégia      |
| 1999 Ramsau            | Mika Myllylä        | Finnország    | Andrus Veerpalu       | Észtország    | Mikhail Botvinov     | Ausztria      |
| 2001 Lahti             | Johann Mühlegg      | Spanyolország | René Sommerfeldt      | Németország   | Szergej Krijanyin    | Oroszország   |
| 2003 Lago di Tesero    | Martin Koukal       | Csehország    | Anders Södergren      | Svédország    | Jörgen Brink         | Svédország    |
| 2005 Oberstdorf        | Frode Estil         | Norvégia      | Anders Aukland        | Norvégia      | Odd-Bjørn Hjelmeset  | Norvégia      |
| 2007 Szapporo          | Odd-Bjørn Hjelmeset | Norvégia      | Frode Estil           | Norvégia      | Jens Filbrich        | Németország   |
| 2009 Liberec           | Petter Northug      | Norvégia      | Makszim Vljegzsanyin  | Oroszország   | Tobias Angerer       | Németország   |
| 2011 Oslo              | Petter Northug      | Norvégia      | Makszim Vljegzsanyin  | Oroszország   | Tord Asle Gjerdalen  | Norvégia      |
| 2013 Val di Fiemme     | Johan Olsson        | Svédország    | Dario Cologna         | Svájc         | Alekszej Poltoranyin | Kazahsztán    |
| 2015 Falun             | Petter Northug      | Norvégia      | Lukáš Bauer           | Csehország    | Johan Olsson         | Svédország    |
| 2017 Lahti             |                     |               |                       |               |                      |               |

## 4×10 kilométeres váltó
| Év, helyszín        | Világbajnok | Világbajnok            | Ezüstérmes                                                                    | Ezüstérmes       | Bronzérmes | Bronzérmes       |
| 1933 Innsbruck      | Per-Erik Hedlund, Sven Utterström, Nils-Joel Englund, Hjalmar Bergström                                                                      | Svédország             | František Šimůnek, Vladimír Novák, Antonín Bartoň, Cyril Musil                | Csehszlovákia    | Hugo Gstrein, Hermann Gadner, Balthasar Niederkofler, Harald Paumgarten                                              | Ausztria         |
| 1934 Sollefteå      | Sulo Nurmela, Klaes Karppinen, Martti Lappalainen, Veli Saarinen                                                                             | Finnország             | Walter Motz, Josef Schreiner, Willy Bogner, Herbert Leupold                   | Németország 1933 | Allan Karlsson, Lars Theodor Jonsson, Nils-Joel Englund, Arthur Häggblad                                             | Svédország       |
| 1935 Vysoké Tatry   | Mikko Husu, Klaes Karppinen, Väinö Liikkanen, Sulo Nurmela                                                                                   | Finnország             | Trygve Brodahl, Bjarne Iversen, Olaf Hoffsbakken, Oddbjørn Hagen              | Norvégia         | Halvar Moritz, Erik August Larsson, Martin Matsbo, Nils-Joel Englund                                                 | Svédország       |
| 1937 Chamonix       | Annar Ryen, Oskar Fredriksen, Sigurd Røen, Lars Bergendahl                                                                                   | Norvégia               | Pekka Niemi, Klaes Karppinen, Juho 'Jussi' Kurikkala, Kalle Jalkanen          | Finnország       | Giulio Gerardi, Aristide Compagnoni, Silvio Confortola, Vincenzo Demetz                                              | Olaszország      |
| 1938 Lahti          | Juho Kurikkala, Martti Lauronen, Pauli Pitkänen, Klaes Karppinen                                                                             | Finnország             | Ragnar Ringstad, Olav Økern, Arne Larsen, Lars Bergendahl                     | Norvégia         | Sven Hansson, Donald Johansson, Sigurd Nilsson, Martin Matsbo                                                        | Svédország       |
| 1939 Zakopane       | Pauli Pitkänen, Olavi Alakulppi, Eino Olkinuora, Klaes Karppinen                                                                             | Finnország             | Alvar Hägglund, Selm Stenvall, John Westbergh, Carl Pahlin                    | Svédország       | Aristide Compagnoni, Severino Compagnoni, Goffredo Baur, Alberto Jammaron                                            | Olaszország      |
| 1950 Lake Placid    | Nils Täpp, Karl-Erik Åström, Martin Lundström, Enar Josefsson                                                                                | Svédország             | Heikki Hasu, Viljo Vellonen, Paavo Lonkila, August Kiuru                      | Finnország       | Martin Stokken, Eilert Dahl, Kristian Bjørn, Henry Hermansen                                                         | Norvégia         |
| 1954 Falun          | August Kiuru, Tapio Mäkelä, Arvo Viitanen, Veikko Hakulinen                                                                                  | Finnország             | Nyikolaj Kozlov, Fjodor Terentyev, Alekszej Kuznyecov, Vlagyimir Kuzin        | Szovjetunió      | Sune Larsson, Sixten Jernberg, Arthur Olsson, Per-Erik Larsson                                                       | Svédország       |
| 1958 Lahti          | Sixten Jernberg, Lennart Larsson, Sture Grahn, Per-Erik Larsson                                                                              | Svédország             | Fjodor Terentyev, Nyikolaj Anyikin, Anatolij Seljuhin, Pavel Kolcsin          | Szovjetunió      | Kalevi Hämäläinen, Arto Tiainen, Arvo Viitanen, Veikko Hakulinen                                                     | Finnország       |
| 1962 Zakopane       | Lars Olsson, Sture Grahn, Sixten Jernberg, Assar Rönnlund                                                                                    | Svédország             | Väinö Huhtala, Kalevi Laurila, Pentti Pesonen, Eero Mäntyranta                | Finnország       | Ivan Utrobin, Pavel Kolcsin, Alekszej Kuznyecov, Gennagyij Vaganov                                                   | Szovjetunió      |
| 1966 Oslo           | Odd Martinsen, Harald Grønningen, Ole Ellefsæter, Gjermund Eggen                                                                             | Norvégia               | Kalevi Oikarainen, Hannu Taipale, Kalevi Laurila, Eero Mäntyranta             | Finnország       | Giulio de Florian, Franco Nones, Gianfranco Stella, Franco Manfroi                                                   | Olaszország      |
| 1970 Vysoké Tatry   | Vlagyimir Voronkov, Valerij Tarakanov, Fjodor Szimasev, Vjacseszlav Vegyenyin                                                                | Szovjetunió            | Gerd Hessler, Axel Lesser, Gerhard Grimmer, Gert-Dietmar Klause               | NDK              | Ove Lestander, Jan Halvarsson, Ingvar Sandström, Lars-Göran Åslund                                                   | Svédország       |
| 1974 Falun          | Gerd Hessler, Dieter Meinel, Gerhard Grimmer, Gert-Dietmar Klause                                                                            | NDK                    | Ivan Garanyin, Fjodor Szimasev, Vaszilij Rocsev, Jurij Szkobov                | Szovjetunió      | Magne Myrmo, Odd Martinsen, Ivar Formo, Oddvar Brå                                                                   | Norvégia         |
| 1978 Lahti          | Sven-Åke Lundbäck, Christer Johansson, Tommy Limby, Thomas Magnuson                                                                          | Svédország             | Esko Lähtevänoja, Juha Mieto, Pertti Teurajärvi, Matti Pitkänen               | Finnország       | Lars-Erik Eriksen, Ove Aunli, Ivar Formo, Oddvar Brå                                                                 | Norvégia         |
| 1982 Oslo           | Lars-Erik Eriksen, Ove Aunli, Pål Gunnar Mikkelsplass, Oddvar Brå Vlagyimir Nyikitin, Alekszandr Batjuk, Jurij Burlakov, Alekszandr Zavjalov | Norvégia · Szovjetunió | –                                                                             | –                | Kari Härkönen, Aki Karvonen, Harri Kirvesniemi, Juha Mieto Uwe Bellmann, Uwe Wünsch, Stefan Schicker, Frank Schröder | Finnország · NDK |
| 1985 Seefeld        | Arild Monsen, Pål Gunnar Mikkelsplass, Tor Håkon Holte, Ove Aunli                                                                            | Norvégia               | Marco Albarello, Giorgio Vanzetta, Maurilio de Zolt, Giuseppe Ploner          | Olaszország      | Erik Östlund, Thomas Wassberg, Thomas Eriksson, Gunde Svan                                                           | Svédország       |
| 1987 Oberstdorf     | Erik Oestlund, Gunde Svan, Thomas Wassberg, Torgny Mogren                                                                                    | Svédország             | Alekszandr Batjuk, Vlagyimir Szmirnov, Mihail Gyevjatjarov, Vlagyimir Szahnov | Szovjetunió      | Ove Aunli, Vegard Ulvang, Pål Gunnar Mikkelsplass, Terje Langli                                                      | Norvégia         |
| 1989 Lahti          | Christer Majbäck, Gunde Svan, Lars Håland, Torgny Mogren                                                                                     | Svédország             | Aki Karvonen, Harri Kirvesniemi, Kari Ristanen, Jari Räsänen                  | Finnország       | Ladislav Švanda, Martin Petrášek, Radim Nyč, Václav Korunka                                                          | Csehszlovákia    |
| 1991 Lago di Tesero | Øyvind Skaanes, Terje Langli, Vegard Ulvang, Bjørn Daehlie                                                                                   | Norvégia               | Thomas Eriksson, Christer Majbäck, Gunde Svan, Torgny Mogren                  | Svédország       | Mika Kuusisto, Harri Kirvesniemi, Jari Isometsä, Jari Räsänen                                                        | Finnország       |
| 1993 Falun          | Sture Sivertsen, Vegard Ulvang, Terje Langli, Bjørn Dæhlie                                                                                   | Norvégia               | Maurilio De Zolt, Marco Albarello, Giorgio Vanzetta, Silvio Fauner            | Olaszország      | Andrej Kirilov, Igor Badamcsin, Alekszej Prokourorov, Mihail Botvinov                                                | Oroszország      |
| 1995 Thunder Bay    | Sture Sivertsen, Erling Jevne, Bjørn Dæhlie, Thomas Alsgaard                                                                                 | Norvégia               | Karri Hietamäki, Harri Kirvesniemi, Jari Räsänen, Jari Isometsä               | Finnország       | Fulvio Valbusa, Marco Albarello, Fabio Maj, Silvio Fauner                                                            | Olaszország      |
| 1997 Trondheim      | Sture Sivertsen, Erling Jevne, Bjørn Dæhlie, Thomas Alsgaard                                                                                 | Norvégia               | Harri Kirvesniemi, Mika Myllylä, Jari Räsänen, Jari Isometsä                  | Finnország       | Giorgio Di Centa, Silvio Fauner, Pietro Piller Cottrer, Fulvio Valbusa                                               | Olaszország      |
| 1999 Ramsau         | Markus Gandler, Alois Stadlober, Mikhail Botvinov, Christian Hoffmann                                                                        | Ausztria               | Espen Bjervig, Erling Jevne, Bjørn Dæhlie, Thomas Alsgaard                    | Norvégia         | Giorgio Di Centa, Fabio Maj, Fulvio Valbusa, Silvio Fauner                                                           | Olaszország      |
| 2001 Lahti          | Frode Estil, Odd-Bjørn Hjelmeset, Thomas Alsgaard, Tor Arne Hetland                                                                          | Norvégia               | Urban Lindgren, Mathias Fredriksson, Magnus Ingesson, Per Elofsson            | Svédország       | Jens Filbrich, Andreas Schlütter, Ron Spanuth, René Sommerfeldt                                                      | Németország      |
| 2003 Lago di Tesero | Anders Aukland, Frode Estil, Tore Ruud Hofstad, Thomas Alsgaard                                                                              | Norvégia               | Jens Filbrich, Andreas Schlütter, René Sommerfeldt, Axel Teichmann            | Németország      | Anders Södergren, Per Elofsson, Mathias Fredriksson, Jörgen Brink                                                    | Svédország       |
| 2005 Oberstdorf     | Odd-Bjørn Hjelmeset, Frode Estil, Lars Berger, Tore Ruud Hofstad                                                                             | Norvégia               | Jens Filbrich, Andreas Schlütter, Tobias Angerer, Axel Teichmann              | Németország      | Nyikolaj Pankratov, Vaszilij Rocsev, Jevgenyij Dementyev, Nyikolaj Bolsakov                                          | Oroszország      |
| 2007 Szapporo       | Eldar Rønning, Odd-Bjørn Hjelmeset, Lars Berger, Petter Northug                                                                              | Norvégia               | Nyikolaj Pankratov, Vaszilij Rocsev, Alekszandr Legkov, Jevgenyij Dementyev   | Oroszország      | Martin Larson, Mathias Fredriksson, Marcus Hellner, Anders Södergren                                                 | Svédország       |
| 2009 Liberec        | Eldar Rønning, Odd-Bjørn Hjelmeset, Tore Ruud Hofstad, Petter Northug                                                                        | Norvégia               | Jens Filbrich, Tobias Angerer, Franz Göring, Axel Teichmann                   | Németország      | Matti Heikkinen, Sami Jauhojärvi, Teemu Kattilakoski, Ville Nousiainen                                               | Finnország       |
| 2011 Oslo           | Martin Johnsrud Sundby, Eldar Rønning, Tord Asle Gjerdalen, Petter Northug                                                                   | Norvégia               | Daniel Rickardsson, Johan Olsson, Anders Södergren, Marcus Hellner            | Svédország       | Jens Filbrich, Axel Teichmann, Franz Göring, Tobias Angerer                                                          | Németország      |
| 2013 Val di Fiemme  | Tord Asle Gjerdalen, Eldar Rønning, Sjur Røthe, Petter Northug                                                                               | Norvégia               | Daniel Richardsson, Johan Olsson, Marcus Hellner, Calle Halfvarsson           | Svédország       | Jevgenyij Bjelov, Makszim Vljegzsanyin, Alekszandr Legkov, Szergej Ustjugov                                          | Oroszország      |
| 2015 Falun          | Niklas Dyrhaug, Didrik Tønseth, Anders Gløersen, Petter Northug                                                                              | Norvégia               | Daniel Richardsson, Johan Olsson, Marcus Hellner, Calle Halfvarsson           | Svédország       | Jean-Marc Gaillard, Maurice Manificat, Robin Duvillard, Adrien Backscheider                                          | Franciaország    |
| 2017 Lahti          | |                        |                                                                               |                  | |                  |